# John Hirsch
Pour les articles homonymes, voir Hirsch.
John Stephen Hirsch, né le 1er mai 1930 à Siófok en Hongrie, mort le 1er août 1989 à Toronto, est un directeur canadien de théâtre d'origine hongroise.

## Biographie
John Hirsch est le fondateur du Manitoba Theatre Centre. Il fut chef du département du théâtre à la télévision anglophone de Radio-Canada et directeur artistique du Festival de Stratford. 
Le prix John-Hirsch récompensant un metteur en scène est décerné en son honneur.